# Malvastrum guatemalense
Malvastrum guatemalense är en malvaväxtart som beskrevs av Standley och Steyerm.. Malvastrum guatemalense ingår i släktet Malvastrum och familjen malvaväxter. Inga underarter finns listade i Catalogue of Life.